# Коста Ламбро (Монца и Бријанца)
Коста Ламбро је насеље у Италији у округу Монца и Бријанца, региону Ломбардија.
Према процени из 2011. у насељу је живело 1146 становника. Насеље се налази на надморској висини од 257 м.